# План Ломоносова
«План Ломоносова» —  российская панк-группа из Москвы, состоящая из музыкантов и актёров.

## История группы
Группа образовалась в августе 2010 года в Москве. Александр Ильин (вокал), Андрей Шморгун (бас-гитара) и Денис Хромых (гитара) в течение полугода записали 5 демо-песен. В начале 2011 года к музыкантам присоединились Андрей Обухов (гитара), Сергей Иванов (барабаны) и Илья Ильин (баян).
В июле 2011 года группа приступила к записи своего дебютного альбома в московской студии «Dreamport» со звукорежиссёром Максимом Самосватом. В декабре материал отослали в США, где Тед Дженсен осуществил мастеринг альбома. 7 марта 2012 года пластинка вышла в свет. 6 марта 2014 года вышел третий альбом группы.
В следующем альбоме за основу взяли поэму Владимира Маяковского «Облако в штанах». Альбом был выложен в Интернет 22 января 2016 года.
Как сообщает «Наше радио», в апреле 2021 года был презентован live-альбом «Панки на Арбате», содержащий концерт, записанный 22 ноября 2019 года в московском клубе «Арбат Холл». Название «Панки на Арбате» объясняется тем, что в концерте участвовали артисты из дружественных коллективов, а местом действия был Новый Арбат и его окрестности. Концерт прошёл под знаменем анархического дня рождения фронтмена группы Александра Ильина, которому исполнилось 36 лет. В программе приняли участие Владимир Котляров («Порнофильмы»), Константин Кулясов («Анимация»), Сергей «Чупэ» Метель («Смех»), Валерий Скородед («Монгол Шуудан») и Дария Ставрович («Слот», «Нуки»); примерно половина песен программы содержала ненормативную лексику. Атмосферу мероприятия передаёт документальный фильм-репортаж «Панки на Арбате или Как отмечали День Рождения Александра Ильина Мл.», вышедший как дополнение к альбому.
8 июля 2021 года у группы была сожжена репетиционная база.

## Стиль группы
Стиль группы — веселый сатирический панк-рок с элементами альтернативных риффов и металлических узоров. Сами музыканты характеризуют себя так:
«В нас есть то, чего не хватает профессионалам. Наши души ещё не заскучали».

## Дискография

### Студийные альбомы
- «План Ломоносова I» (2012)
- «План Ломоносова II» (2013)
- «План Ломоносова III» (2014)
- «Облако в штанах» (2016)
- «План Ломоносова IV» (2018)
- «План Ломоносова V» (2020)
- «План Ломоносова VI» (2023)

### Концертные альбомы
- «Концерт По Заявкам» (2019)
- «Панки На Арбате» (2021)
- «Десяточка» (2022)

### Синглы
- «Не торопись!» (2012) — при участии Александра «Чачи» Иванова (Наив) и Михаила Горшенёва (Король и Шут). Версия песни в исполнении только солиста группы Александра Ильина вошла во второй альбом группы.
- «Походная песня» (2015) — кавер-версия песни из т/ф «Новогодние приключения Маши и Вити», выпущена накануне 2016 года.
- «Полцарства за коня» (2017) — кавер-версия песни группы «Монгол Шуудан» при участии самого фронтмена группы Валерия Скородеда.
- «#ялюбовь» (2017) — саундтрек для кинофильма «Корпорация "Ad Libitum"» режиссера Полины Ольденбург. Песня попала в ротацию НАШЕго радио и заняла первое место на премии «Чартова дюжина» по итогам 2017 года в номинации «Взлом». Успех песни поспособствовал тому, что фильм даже был переименован и вышел в прокат в 2018 году под названием «Я — Любовь».

Альбомы не имеют собственных названий, за исключением альбома «Облако в штанах» и выходивших синглов. Нумерация дорожек на дисках сквозная: песни на первом альбоме имели нумерацию с 1 по 14, песни на втором альбоме, соответственно, с 15 по 28, на третьем альбоме, соответственно, с 29 по 41. Три сингла, вышедшие между моментами записи третьего и четвертого альбомов, имеют нумерацию с 42 по 44. На четвертом альбоме, соответственно, нумерация была продолжена с 45 до 55. По словам музыкантов, ими была выбрана концепция «одного длинного альбома», который просто выходит по частям.

## Состав группы
- Александр Ильин — вокал (с 2010 года)
- Андрей Шморгун — бас гитара, бэк-вокал (экс-«Тараканы!», «Breakwar») (2010—2016) (с 2017 года — наст. время)
- Алексей Баланин — гитара, бас-гитара, бэк-вокал (экс-«Посадил Дерево», «Breakwar», «Despite The Lies») (с 2014 года)
- Алексей Назаров — акустическая гитара, бэк-вокал (с 2016 года)
- Сергей Прокофьев — ударные («Приключения электроников», экс-«Тараканы!», «Три-15») (с 2022 года)
- Михаил Шаев — гитара (с 2024 года)

### Бывшие участники
- Андрей Обухов — гитара (2011—2013)
- Илья Ильин — мультиинструмент, баян, бэк-вокал (2011—2016)
- Сергей Иванов — ударные (экс-«Маски? Долой!») (2011—2016)
- Максим Зелинский — ударные (2016)
- Дмитрий Бурдин — ударные (экс-«Sumatra») (2016—2019)
- Алексей Кузнецов — ударные (экс-«Элизиум») (2019–2022)
- Денис Хромых — гитара, бэк-вокал (экс-«Тараканы!», «Слот», «Tracktor Bowling») (2010 – 2024)

## Музыкальные премии
| Премия         | Номинация | Год  |
| -------------- | --------- | ---- |
| Чартова дюжина | Взлом     | 2018 |